# 曹煒
曹煒（1544年—？），字原誠，浙江嘉興府平湖縣人，民籍，明朝政治人物。

## 生平
隆慶元年（1567年）丁卯科順天府鄉試第五十三名，萬曆五年（1577年）丁丑科會試第一百二十一名，登三甲第一百五十九名進士。官寧國縣知縣。现存著作有《警世要录》。

## 家族
曾祖曹琦；祖父曹深，曾任壽官；父曹校，曾任光祿寺署丞。母沈氏。永感下。兄曹光，福建盐运司运使。